# Saison 2015 des Patriots de la Nouvelle-Angleterre
Chronologie
Précédent Suivant
La saison 2015 des Patriots de la Nouvelle-Angleterre est la quarante-sixième saison de football américain de la franchise américaine en National Football League (généralement désignée par le sigle NFL) et la cinquante-sixième saison de l'histoire de la franchise.

## Description
Après avoir remporté le Super Bowl XLIX lors de la saison précédente, les Patriots s'inclinent lors du championnat AFC contre les Broncos de Denver de Peyton Manning, futurs vainqueurs du Super Bowl 50.